# Волкервілл (Мічиган)
Волкервілл (англ. Walkerville) — селище (англ. village) в США, в окрузі Оушеана штату Мічиган. Населення — 246 осіб (2020).

## Географія
Волкервілл розташований за координатами 43°42′53″ пн. ш. 86°7′33″ зх. д. / 43.71472° пн. ш. 86.12583° зх. д. (43.714657, -86.125889).  За даними Бюро перепису населення США в 2010 році селище мало площу 3,13 км², з яких 2,80 км² — суходіл та 0,32 км² — водойми.

## Демографія
Згідно з переписом 2010 року, у селищі мешкало 247 осіб у 84 домогосподарствах у складі 63 родин. Густота населення становила 79 осіб/км².  Було 103 помешкання (33/км²).
Расовий склад населення:
| - 83,4 % — білих - 2,0 % — корінних американців - 1,2 % — чорних або афроамериканців - 0,4 % — азіатів - 6,5 % — осіб інших рас |

До двох чи більше рас належало 6,5 %. Частка іспаномовних становила 17,8 % від усіх жителів.
За віковим діапазоном населення розподілялося таким чином: 27,5 % — особи молодші 18 років, 60,8 % — особи у віці 18—64 років, 11,7 % — особи у віці 65 років та старші. Медіана віку мешканця становила 34,2 року. На 100 осіб жіночої статі у селищі припадало 99,2 чоловіків;  на 100 жінок у віці від 18 років та старших — 88,4 чоловіків також старших 18 років.
Середній дохід на одне домашнє господарство  становив 47 354 долари США (медіана — 37 250), а середній дохід на одну сім'ю — 51 842 долари (медіана — 42 813). За межею бідності перебувало 14,6 % осіб, у тому числі 15,4 % дітей у віці до 18 років та 10,3 % осіб у віці 65 років та старших.
Цивільне працевлаштоване населення становило 68 осіб. Основні галузі зайнятості: виробництво — 29,4 %, будівництво — 29,4 %, роздрібна торгівля — 8,8 %, освіта, охорона здоров'я та соціальна допомога — 8,8 %.